# Scott Jaffe
Scott Erik Jaffe (* 29. April 1969 in Boston, Massachusetts) ist ein ehemaliger Schwimmer aus den Vereinigten Staaten, der eine olympische Bronzemedaille erschwamm.

## Karriere
Scott Jaffe begann sein Studium an der Harvard University. Er nahm für Harvard an den amerikanischen Meisterschaften teil, konnte sich aber 1988 nicht für das Olympiateam der Vereinigten Staaten qualifizieren. Er schloss sich dann der Trainingsgruppe Boston Scrod an, die nicht so sehr auf Konditionstraining über lange Strecken, sondern mehr auf Techniktraining setzte.
Der 1,93 Meter große Jaffe wechselte später an die University of California, Berkeley. 1991 wurde er bei den nationalen Meisterschaften Zweiter über 200 Meter Freistil. Im Jahr darauf trat Jaffe bei den olympischen Schwimmwettbewerben 1992 in Barcelona im Vorlauf der 4-mal-200-Meter-Freistilstaffel an. Scott Jaffe, Daniel Jorgensen, Jon Olsen und Doug Gjertsen qualifizierten sich mit der sechstbesten Zeit für das Finale. Im Endlauf schwammen Joe Hudepohl, Melvin Stewart, Jon Olsen und Doug Gjertsen und belegten den dritten Platz hinter der Staffel des Vereinten Teams aus der GUS und hinter den Schweden. Auch die nur im Vorlauf eingesetzten Schwimmer erhielten eine Medaille.